# Eidgenössisches Sängerfest 1899
Das 20. Eidgenössische Sängerfest fand vom 8. bis 10. Juli 1899 in Bern statt. Insgesamt nahmen 6500 Sänger in 98 Vereinen teil.
Organisiert wurde das Fest von den stadtbernischen Männerchören «Liedertafel», «Männerchor Frohsinn» und «Liederkranz». Die Gesangsaufführungen wurden in einer Festhalle auf dem Kirchenfeld durchgeführt.
Festpräsident war Nationalrat Johann Hirter. Präsidenten der Preisgerichts waren der Luzerner Generalmusikdirektor Gustav Arnold, der Zürcher Musikdirektor Gottfried Lochbrunner sowie Christoph Schnyder aus Sursee. Die Gesamtaufführung, neu in zwei Teile aufgeteilt, dirigierte der Berner Musikdirektor Karl Munzinger.